# جان فيلبرو-باور
جان فيلبرو-باور (عائلتها: فيلبرو؛ 24 سبتمبر 1794 - 25 يناير 1871)، كانت عالمة أحياء بحرية فرنسية رائدة، كانت في عام 1832 أول شخص ينشئ أحواضًا لإجراء التجارب على الأحياء المائية. أطلق عليها عالم الأحياء الإنجليزي ريتشارد أوين لقب «أم التربية السمكية». اخترعت المسمكة والتطبيقات النظامية المرتبطة لدراسة الحياة البحرية، التي لا تزال مستخدمة حتى اليوم. في فترة تصدرها باحثة رئيسية في دراسة رأسيات الأرجل، أثبتت أن أرغونوتا أرغو تنتج قواقعها الخاصة، على عكس الاعتقاد الشائع حينها باكتسابها لها. كانت فيلبرو-باور أيضًا خياطة مشهورة، وكاتبة، وناشطة في مجال الحفاظ على البيئة، فضلًا عن كونها أول امرأة تُعين عضوة في أكاديمية كاتانيا جيونيا.

## نشأتها
ولدت فيلبرو-باور في جوياك، كوريز، في 24 أو 25 سبتمبر 1794، أكبر أطفال صانع أحذية وخياطة. عاشت حتى سن الثامنة عشر في الريف الفرنسي حيث تعلمت القراءة والكتابة.

## الانتقال إلى باريس
عند بلوغها سن الثامنة عشر، في عام 1812، سارت إلى باريس لتصبح خياطة، مشيًا على مسافة تزيد عن 400 كيلومتر (250 ميل). كانت مصحوبة بابن عمها ليكون وصيًّا عليها، ولكنه اعتدى عليها وتركها لتلجأ إلى مركز شرطة أورليانز حتى تمكنت من الحصول على وثائق سفر جديدة.
بسبب ذلك التأخير، راحت الفرصة الأولى التي كانت متاحة لها واحتلها شخص آخر. وجدت فرصة أخرى بالعمل كمساعدة خياطة. برزت وأثبتت مهاراتها مرارًا وتكرارًا حتى أصبحت معروفة إلى حد ما.
في عام 1816، عرفت بتصميمها فستان زفاف الأميرة كارولين في زواجها من تشارلز فيرديناند دو بوربون. التقت بالتاجر الإنجليزي جيمس باور وتزوجته في عام 1818، وانتقل الزوجان إلى صقلية واستقروا في ميسينا حيث عاشوا لمدة تقريبية 25 عامًا.

## الانخراط في العلوم
الانتقال إلى صقلية، اهتمت جانيت فيلبرو-باور بمواصلة تعليمها. بدأت في دراسة الجيولوجيا وعلم الآثار والتاريخ الطبيعي؛ إذ أجرت ملاحظات وتجارب فعلية على الكائنات البحرية والبرية. أرادت توثيق نظام الجزيرة البيئي، وفعلت ذلك خلال النزهات المتكررة حول المدينة. وثقت وجمعت العينات أثناء سفرها، والتي جُمعت ونشرت لاحقًا في كتاب «مسار رحلة صقلية بما يشمل كافة فروع التاريخ الطبيعي والعديد من الآثار التي تحتوي عليها ودليل صقلية».
بدأت فيلبرو-باور بعدها بدراسة أكثر تركيزًا على رأسيات الأرجل والكائنات البحرية الأخرى وكانت بحاجة إلى وسيلة تمكنها من مراقبة هذه الكائنات البحرية على مدى الوقت بشكل أفضل. إذ بينما تمكن مراقبة الكائنات البرية بسهولة نسبية، كان من الصعب دراسة الحياة البحرية. لذا عملت على تطوير حوض زجاجي، ووصلت في النهاية إلى تطوير ثلاث نماذج عملية لدراسة الكائنات البحرية الحية داخل وخارج الماء. كان الحوض الزجاجي الأول كما نعرفه اليوم؛ الثاني كان زجاجًا محاطًا بعلبة تُغمر في المحيط؛ الثالث كان قفصًا مثبتًا أيضًا لغمره في المحيط لدراسة الكائنات البحرية الأكبر حجمًا مثل الرخويات.
في عام 1834، كتب الأستاذ كارميلو مارافينيا في الصحيفة الأدبية لأكاديمية جوينيا في كاتانيا أنه يجب أن يُنسب لفيلبرو-باور اختراع الحوض الزجاجي والتطبيقات النظامية عليه في دراسة الحياة البحرية. اخترعت ثلاثة أنواع من الأحواض الزجاجية: حوض زجاجي خاص بدراساتها، وآخر زجاجي قابل للغمر داخل قفص، وقفص للرخويات الأكبر حجمًا يُركب في البحر. صدر أول كتاب لها في عام 1839 وصفت فيه تجاربها، وكان بعنوان «الملاحظات والتجارب الفيزيائية على العديد من الحيوانات البحرية والبرية».
صدر كتابها الثاني «دليل صقلية» في عام 1842. أعيد نشره من قبل الجمعية التاريخية لميسينا. درست أيضًا الرخويات وأحافيرها؛ فضلت أرغونوتا أرغو على نحو خاص. في ذلك الوقت، كان هناك عدم يقين حول ما إذا كانت سلالة أرغونوت تُنتج قواقعها الخاصة، أو تكتسبها من كائن مختلف (على غرار سلطعون البحر). أظهرت أبحاث فيلبرو-باور أنها بالفعل تُنتج قواقعها الخاصة. كان ذلك الاكتشاف مبتكرًا، وتلقت الكثير من الانتقادات العنيفة بسبب عملها.
اهتمت فيلبرو-باور أيضًا بالحفاظ على البيئة، ويُنسب إليها تطوير مبادئ الاستزراع المستدام في صقلية. كانت استكشافاتها واهتمامها مصدر إلهام لإيجاد أفكار في مجال الاستزراع المائي، والذي يُعتبر عمومًا مصدرًا للغذاء أكثر استدامة في المستقبل، على وجه الخصوص، من خلال استخدام الأقفاص المرتبطة بالشاطئ والتي تحتوي على أسماك في مراحل حياتية مختلفة، لتوليد فرص إعادة التكاثر التي يمكن نقلها لاحقًا إلى الأنهار التي تفتقر لتلك الأنواع.
كانت أول امرأة عضوة في أكاديمية كاتانيا جيونيا، وكانت عضوا مراسلًا في جمعية الزولوجيا في لندن وستة عشر اتحادًا علميًا آخر.